# Kuurne-Bruselas-Kuurne 2018
La 70.ª edición de la clásica ciclista Kuurne-Bruselas-Kuurne fue una carrera en Bélgica que se celebró el 25 de febrero de 2018 sobre un recorrido de 189,15 kilómetros con inicio y final en la ciudad de Kuurne.
La carrera formó parte del UCI Europe Tour 2018, dentro de la categoría 1.HC.
La carrera fue ganada por el corredor holandés Dylan Groenewegen del equipo LottoNL-Jumbo, en segundo lugar Arnaud Démare (Groupama-FDJ) y en tercer lugar Sonny Colbrelli (Bahrain-Merida).

## Equipos participantes
Tomaron parte en la carrera 25 equipos: 16 de categoría UCI WorldTeam; 9 de categoría Profesional Continental. Formando así un pelotón de 175 ciclistas de los que acabaron 91. Los equipos participantes fueron:
| WorldTeams (16)- Bora-Hansgrohe - Quick-Step Floors - BMC Racing Team - AG2R La Mondiale - Lotto NL-Jumbo - Lotto Soudal - Katusha-Alpecin - Sky - FDJ - Trek-Segafredo - Mitchelton-Scott - Bahrain-Merida - EF Education First-Drapac p/b Cannondale - Astana - Dimension Data - UAE Team Emirates Equipos continentales profesionales (9)- Direct Énergie - Sport Vlaanderen-Baloise - Wanty-Groupe Gobert - Cofidis, Solutions Crédits - Roompot-Nederlandse Loterij - Israel Cycling Academy - Fortuneo-Samsic - WB-Aqua Protect-Veranclassic - Vérandas Willems-Crelan |
| |

## Clasificación final
- Las clasificaciones finalizaron de la siguiente forma:[4]

| \| Clasificación general \| Clasificación general \| Clasificación general \| Clasificación general \| Clasificación general \| \| Ciclista \| Ciclista \| Equipo \| Tiempo \| \| \| --------------------- \| --------------------- \| ---------------------------- \| --------------------- \| --------------------- \| \| 1.º \| Dylan Groenewegen \| LottoNL-Jumbo \| 4 h 51 min 41 s \| \| \| 2.º \| Arnaud Démare \| FDJ \| + 0 s \| \| \| 3.º \| Sonny Colbrelli \| Bahrain-Merida \| + 0 s \| \| \| 4.º \| Pim Ligthart \| Roompot-Nederlandse Loterij \| + 0 s \| \| \| 5.º \| Justin Jules \| WB-Aqua Protect-Veranclassic \| + 0 s \| \| \| 6.º \| Jean-Pierre Drucker \| BMC Racing Team \| + 0 s \| \| \| 7.º \| Guillaume Boivin \| Israel Cycling Academy \| + 0 s \| \| \| 8.º \| Łukasz Wiśniowski \| Team Sky \| + 0 s \| \| \| 9.º \| Julien Vermote \| Dimension Data \| + 0 s \| \| \| 10.º \| Timothy Dupont \| Wanty-Groupe Gobert \| + 0 s \| \| |                     |                              |                 |
| |                     |                              |                 |
| Fuente: ProCyclingStats |                     |                              |                 |
| Clasificación general |                     |                              |                 |
| Ciclista | Ciclista            | Equipo                       | Tiempo          |
| 1.º | Dylan Groenewegen   | LottoNL-Jumbo                | 4 h 51 min 41 s |
| 2.º | Arnaud Démare       | FDJ                          | + 0 s           |
| 3.º | Sonny Colbrelli     | Bahrain-Merida               | + 0 s           |
| 4.º | Pim Ligthart        | Roompot-Nederlandse Loterij  | + 0 s           |
| 5.º | Justin Jules        | WB-Aqua Protect-Veranclassic | + 0 s           |
| 6.º | Jean-Pierre Drucker | BMC Racing Team              | + 0 s           |
| 7.º | Guillaume Boivin    | Israel Cycling Academy       | + 0 s           |
| 8.º | Łukasz Wiśniowski   | Team Sky                     | + 0 s           |
| 9.º | Julien Vermote      | Dimension Data               | + 0 s           |
| 10.º | Timothy Dupont      | Wanty-Groupe Gobert          | + 0 s           |

## UCI World Ranking
La Kuurne-Bruselas-Kuurne otorgó puntos para el UCI Europe Tour 2018 y el UCI World Ranking, este último para corredores de los equipos en las categorías UCI WorldTeam, Profesional Continental y Equipos Continentales. Las siguientes tablan muestran el baremo de puntuación y los 10 corredores que obtuvieron más puntos:
| Posición              | 1.ª | 2.ª | 3.ª | 4.ª | 5.ª | 6.ª | 7.ª | 8.ª | 9.ª | 10.ª | 11.ª | 12.ª | 13.ª | 14.ª | 15.ª | 16.ª-29.ª | 31.ª-40.ª |
| Clasificación general | 200 | 150 | 125 | 100 | 85  | 70  | 60  | 50  | 40  | 35   | 30   | 25   | 20   | 15   | 10   | 5         | 3         |

| 1.º  | Dylan Groenewegen   | LottoNL-Jumbo                | 200 |
| 2.º  | Arnaud Démare       | FDJ                          | 150 |
| 3.º  | Sonny Colbrelli     | Bahrain Merida               | 125 |
| 4.º  | Pim Ligthart        | Roompot-Nederlandse Loterij  | 100 |
| 5.º  | Justin Jules        | WB-Aqua Protect-Veranclassic | 85  |
| 6.º  | Jean-Pierre Drucker | BMC Racing                   | 70  |
| 7.º  | Guillaume Boivin    | Israel Cycling Academy       | 60  |
| 8.º  | Łukasz Wiśniowski   | Sky                          | 50  |
| 9.º  | Julien Vermote      | Dimension Data               | 40  |
| 10.º | Timothy Dupont      | Wanty-Groupe Gobert          | 35  |